# Джиллетт, Эми
Эми Элизабет Джиллетт (англ. Amy Elizabeth Gillett; 9 января 1976, Аделаида — 18 июля 2005, Цадельсдорф, Тюрингия), в девичестве Сейф (англ. Safe) — австралийская гребчиха и велогонщица, выступавшая в 1990-х и 2000-х годах. Многократная победительница и призёрка первенств национального значения, двукратная чемпионка мира среди юниоров, обладательница двух серебряных медалей Кубка мира, участница летних Олимпийских игр в Атланте.

## Биография
Эми Сейф родилась 9 января 1976 года в городе Аделаида, Южная Австралия.
С детства серьёзно занималась академической греблей и уже на юниорском уровне показывала достаточно высокие результаты, в частности в 1993 и 1994 годах становилась чемпионкой мира среди юниоров, в распашных безрульных двойках и в парных четвёрках соответственно.
Проходила подготовку в местном аделаидском клубе Torrens Rowing Club и в Австралийском институте спорта. Была подопечной тренера Саймона Джиллетта, двукратного чемпиона мира, за которого впоследствии вышла замуж.
Дебютировала на взрослом уровне в сезоне 1994 года, когда вошла в основной состав австралийской национальной сборной и выступила на чемпионате мира в Индианаполисе, где в зачёте парных четвёрок стала четвёртой.
В 1995 году в одиночках заняла 16-е место на чемпионате мира в Тампере.
Благодаря череде удачных выступлений удостоилась права защищать честь страны на летних Олимпийских играх 1996 года в Атланте — стартовала здесь в восьмёрках, показав в главном финале пятый результат.
После атлантской Олимпиады Сейф осталась в составе гребной команды Австралии на ещё один олимпийский цикл и продолжила принимать участие в крупнейших международных регатах. Так, в 1998 году она выиграла две серебряные медали на этапе Кубка мира в Хазевинкеле, в безрульных четвёрках и в восьмёрках. При этом на чемпионате мира в Кёльне в восьмёрках пришла к финишу четвёртой.
В 1999 году была седьмой в безрульных двойках на этапе Кубка мира в Люцерне и пятой в восьмёрках на чемпионате мира в Сент-Катаринсе.
Не сумев отобраться на Олимпийские игры 2000 года в Сиднее, приняла решение завершить спортивную карьеру, однако вскоре обнаружила в себе талант к велоспорту и в 2002 году стала чемпионкой Австралии в индивидуальной гонке преследования. В 2002 и 2003 годах в составе австралийской национальной сборной участвовала в трековых Кубках мира. Ей не удалось попасть на Олимпиаду 2004 года в Афинах, но в 2005 году она показывала достаточно высокие результаты на шоссе — взяла бронзу на чемпионате Австралии в индивидуальной гонке с раздельным стартом и рассматривалась в качестве претендентки на медали на предстоящих Играх Содружества в Мельбурне. Одновременно с выступлениями в велоспорте получала докторскую степень в Университете Южной Австралии.
18 июля 2005 года во время подготовки к женскому «Туру Тюрингии» Эми Джиллетт погибла в автокатастрофе — её насмерть сбил автомобиль на дороге недалеко от города Цойленрода-Трибес. Пятеро её соотечественниц тоже получили тяжёлые травмы, но выжили. Находившаяся за рулём девушка, недавно получившая водительское удостоверение, была приговорена к штрафу в размере 1440 евро и лишена права управления автомобилем сроком на восемь месяцев.
Впоследствии при содействии Саймона Джиллетта и Федерации велоспорта Австралии был основан Фонд Эми Джиллетт, занимающийся сбором средств для поддержки молодых велогонщиц и повышения безопасности движения на дорогах с участием велосипедистов и мотоциклистов.